# 마카오 소방국
마카오 소방국(澳門特別行政區政府 消防局, Corpo de Bombeiros de Macau)는 마카오 특별행정구의 재난대응을 담당하는 기관이다. 739명의 소방, 구급대원이 7개 소방서에서 근무한다.